# Władysław Markiewicz (adwokat)
Władysław Markiewicz (ur. 19 maja 1834 w Pruchniku, zm. 8 grudnia 1910 w Krakowie) – polski adwokat.

## Życiorys
Urodził się 19 maja 1834 w Pruchniku. Szkołę średnią ukończył w Przemyślu. Od 1855 studiował na Wydziale Prawa Uniwersytetu Lwowskiego. Podjął praktykę w kancelarii Gnoińskiego. Na początku 1860 przeniósł się do Krakowa i tam uzyskał stopień doktora praw. Dokończył praktykę zawodową jako koncypient u adwokatów Biesiadeckiego i Zyblikiewicza. W 1867 został mianowany adwokatem w Gródku. W 1869 powrócił na stałe do Krakowa. Od 1874 do 1880 był prezesem krakowskiej Izby Adwokackiej. Jego kancelaria nosiła miano sławnej i należała do czołowych w Krakowie. Prowadził sprawy m.in. Adama i Andrzeja Potockich oraz inne osobistości z kraju. W 1910 obchodził jubileusz 50-lecia pracy zawodowej. W marcu tego roku zamknął swoją kancelarię. Był wtedy najstarszym członkiem krakowskiej palestry.
Był radnym w Krakowie. Udzielał się w działalności humanitarnej i filantropijnej. Należał do wielu organizacji dobroczynnych. Od 1874 był sekretarzem Komitetu Ochron Krakowskich, z czasem został w tym gremium zastępcą opiekuna głównego. Był też wiceprezesem Towarzystwa Dobroczynności, prezesem Towarzystwa nad Opuszczonymi Sierotami. Działał też w Arcybractwie Miłosierdzia, gdzie przez lata był starszym, a do końca życia zasiadał w radzie. Był też prezesem Bractwa Dobrej Śmierci.
Zmarł 8 grudnia 1910 na atak serca podczas wizyty u lekarza w Krakowie. Został pochowany na cmentarzu Rakowickim w Krakowie.